# Копјеница
Копјеница је насељено мјесто у Босни и Херцеговини у општини Кључ које административно припада Федерацији Босне и Херцеговине. Према попису становништва из 1991. у насељу је живјело 468 становника.

## Историја

### Други свјетски рат
Град Кључ а нарочито центар вароши где су биле српске куће и радње и скоро сва села кључке парохије укључивши и Копјеницу, спаљена су до темеља.

### Рат 92-95
Током рата су спаљене све српске куће у селу. По завршетку рата село Копјеница је припало Федерацији Босне и Херцеговине.

### Након рата 92-95
Након рата се у село вратило мање од стотину људи, углавном старијих особа. Већина се одселила у Србију, Аустрију, Њемачку или у неки од градова Републике Српске. Сада у селу тренутно живи око 30-ак људи.

## Становништво
| Националност       | 1991. | 1981. | 1971. | 1961. |
| Срби               | 461   |       |       |       |
| Југословени        | 4     |       |       |       |
| остали и непознато | 3     |       |       |       |
| Укупно             | 468   | '     | '     | '     |

| Демографија | Демографија | Демографија |
| Година      | Становника  | Становника  |
| ----------- | ----------- | ----------- |
| 1991.       | 468         |             |